# Ballotine
Une ballotine est traditionnellement une partie de cuisse désossée de poulet, de canard ou d'autre volaille. Elle est farcie de divers ingrédients.
La ballotine est cuite rotie, braisée ou pochée.
Elle doit conserver la forme d'une cuisse ou d'une saucisse, entière ou découpée en tranches. Elle est parfois ficelée pour ce faire. Parfois un morceau d'os est ajouté à une extrémité pour accentuer la ressemblance avec une cuisse.
Dans les recettes commerciales modernes, la ballotine est faite parfois à partir d'autres morceaux de la volaille, comme la jambe ou à partir d'autres viandes, comme le lapin.
Les ballotines sont proches des galantines mais s'en distinguent car le reste ne peut pas être resservi à un repas ultérieur. De plus, elles sont généralement servies chaudes alors que les galantines sont toujours servies froides.

## Source de la traduction
- (en) Cet article est partiellement ou en totalité issu de l’article de Wikipédia en anglais intitulé « Ballotine » (voir la liste des auteurs).